# Oberschule Geising
Die Oberschule Geising ist eine 1875 gegründete Oberschule mit Ganztagsbetrieb im Altenberger Ortsteil Geising.

## Geschichte
Die Geisinger Oberschule wurde 1875 gegründet. Bis zur Wende 1989 trug sie den Namen POS Grete Walter. Grete Walter war eine deutsche Widerstandskämpferin gegen den Nationalsozialismus und wählte 1935 in Berlin-Kreuzberg den Freitod aus Angst vor weiteren Repressalien der Gestapo.
In den Jahren 1986/87 erfolgte ein Anbau an die Schule mit Verbindungsgängen. Die alte Schule besaß ein kombiniertes Chemie-Physik-Kabinett, im Neubau wurden weitere Kabinettsräume wie zum Beispiel das Kochkabinett eingerichtet.
Bis 1989 umfasste der Einzugsbereich der POS Grete Walter, an der die Klassenstufen 1–10 unterrichtet wurden, die Orte Geising (mit Hartmannmühle), Löwenhain und Fürstenau. Im Jahr 1977 bestanden, auf Grund von Platzmangel im Hauptgebäude der Schule, noch weitere ausgelagerte Klassenräume. Im Gemeindeamt in Fürstenau befanden sich zwei Klassenräume, einer wurde später in den Fürstenauer Kindergarten umgewandelt und der zweite später in die Fürstenauer Bibliothek. Nachdem in Fürstenau der Kindergarten eingerichtet worden war, wurde der Löwenhainer Kindergarten, welcher sich im Löwenhainer Gemeindeamt befand, nach Geising verlegt und in Löwenhain wurde ein weiterer Klassenraum eingerichtet. In dem Gebäude des Geisinger Kinos befanden sich weitere Außenstellen der Schule: ein Klassenraum, in dem vorwiegend fakultativer Unterricht wie zum Beispiel Nadelarbeit unterrichtet wurde, und das Werkenkabinett. Nach dem Bezug des Neubaus der Schule im Schuljahr 1988/89 wurden die Außenstellen aufgelöst. Schüler des Abschlussjahres 1986/87 halfen in gemeinnütziger Arbeit am Einrichten des Schulneubaus und beim Ausräumen der Außenstellen der Geisinger Schule mit.
Im Jahr 1992 wurde die Geisinger Schule zur Mittelschule des Einzugsbereiches Geising/Altenberg ernannt. Sie wurde Profilschule (Teilung Technik, Hauswirtschaft und Sport) und erhielt 40.000 DM für das Computerkabinett. Unter Leitung von Herrn Walter entstand 1993 die erste Schülerlotsengruppe in Zusammenarbeit mit der Polizei und der Kreisverkehrswacht, die die Ausbildung der Lotsen übernahm. Neben dem Geisinger Gründelstadion wurde 1994 die 4 Mio. DM teure, neue Turnhalle errichtet, die sich etwa 200 Meter entfernt von der Schule befindet. Die alte Turnhalle befand sich etwa einen Kilometer von der Schule entfernt in einem Raum in einer Baracke der Jugendherberge am Hüttenteich. Für 55.000 DM entstand 1995 ein Hauswirtschaftsraum in der Schule. Die Schulbibliothek mit etwa 500 Büchern wurde im April 1999 eingerichtet. Im selben Jahr wurde das Physikkabinett für 46.000 DM renoviert und neu eingerichtet. Im Jahr 2000 feierte die Mittelschule Geising ihr 125-jähriges Bestehen mit einem Festakt. Die Wohnung des Hausmeisters, welche sich im Obergeschoss der Schule befand, wurde 2002 für etwa 34.000 Euro zu einem modernen Computerkabinett umgebaut. Um die Umsetzung der neuen Lehrpläne zu sichern, richtete die Schule 2005 ein weiteres Computerkabinett ein. Dieses wurde durch die Medienoffensive des Sächsischen Staatsministeriums für Kultus, MEDIOS-EFRE-II-Förderung der Computerausstattung mit EU-Mitteln aus dem Europäischen Fonds für Regionale Entwicklung gefördert. Im Jahr 2006 wurde das Einzugsgebiet wegen einer Umstrukturierung erweitert. Fortan siedelten sich die Schüler der Glashütter Mittelschule ebenfalls in Geising an. Im Jahr 2007 wurden der Eingangsbereich der Schule neu gestaltet und das Treppenhaus renoviert. Im folgenden Jahr wurde das komplett sanierte und moderne Chemie-Kabinett übergeben.
Zum Schuljahresbeginn 2013/2014 wurden die Mittelschule sachsenweit zu Oberschulen umbenannt.

## Ausrichtung
Besondere Lernformen der Schule sind das Praktikum, das Betriebspraktikum und die Projektwoche für Schüler der Klassen acht und neun.
Als Neigungskurse sind im Schuljahr 2011/2012 im Angebot:
- Siebente Klasse:
  - Feste feiern
  - Gesundheit und Sport
  - Französisch als zweite Fremdsprache

- Achte Klasse:
  - Französisch – Fortführung aus Klasse sieben
  - Gesundheit und Sport
  - Faszination Experiment

- Neunte Klasse:
  - Gesunde Ernährung
  - Gesundheit und Sport
  - Französisch – Fortführung aus Klasse acht

Angebot an Vertiefungskursen in der zehnten Klasse:
- Technik
- Wirtschaft
- Gesundheit und Soziales
- Naturwissenschaft und Technik
- Kunst und Kultur
- Gesundheit und Sport
- Unternehmerisches Handeln

## Schulentwicklung

### Aktuelle Daten (Stand: 27. Januar 2012)
Die Gesamtzahl der Schüler in den zwölf Klassen beträgt 233, wovon 107 weiblich und 126 männlich sind. Der Schüleranteil nach abschlussbezogenem Unterricht beträgt für den Hauptschulabschluss 3,4 % und für den Realschulabschluss 96,6 %. Im aktuellen Schuljahr gibt es zwei Klassenwiederholer und zwei Schüler wechselten an das Gymnasium. Der Mittelwert des Realschulabschlusses beträgt in Mathematik 3,4 und in Deutsch 2,3. Die Bestehensquote beträgt 100 Prozent (Sachsen: 98,0). Der Unterrichtsausfall betrug im Schuljahr 2010/2011 606,1 Stunden (3,7 %). Die Vertretung bestand aus 825 Stunden (5 %).
Die 19 unterrichtenden Lehrer untergliedern sich in 13 weibliche und 6 männliche.

## Schulprojekte
Am Freitag, dem 11. September 2009 erfolgte die offizielle Eröffnung des Lehrpfades „Vorderzinnwald – das Leben unserer Vorfahren im Osterzgebirge“, ein gemeinsames Projekt von 24 Schülern der Geisinger Schule und des „Základní škola pří Biskupském gymnáziu Bohosudov“.

## Partnerschaften
- Bischöfliches Gymnasium Bohosudov in Tschechien

## Erfolge/Auszeichnungen
- 2004 und 2005 erster Platz im Landeswettbewerb der Schülerlotsen
- 2007 fuhr Martin Braun nach Berlin für den sächsischen Landessieg der Schülerlotsen
- 2008 Gewinn des Wanderpokals der Schülerlotsen; Peter Nacken gewann den ersten Platz und fuhr nach Hamburg zum Bundesausscheid der Lotsen
- 2010 gewann Robert Sachs den Landeswettbewerb der Schülerlotsen und nahm erfolgreich am Bundesausscheid in Düsseldorf teil. Auch in der Mannschaftswertung belegte die Mittelschule Geising Platz eins.

## Bekannte Ehemalige
- Dieter Ritter
- Hansjörg Knauthe
- Sandra Kiriasis
- Romy Beer
- Lars Jungnickel